# Canthon inusitatus
Canthon inusitatus là một loài bọ cánh cứng trong họ Bọ hung (Scarabaeidae).